# William Hawte
Sir William Hawte talvolta indicato come Haute o Haut, (fl. XV secolo) è stato un compositore inglese attivo fra il 1460 ed il 1470.

## Biografia
Le informazioni sulla sua vita sono quasi nulle. Si sa che venne fatto cavaliere nel 1465 e si ha notizia di sue composizioni, contenute in alcuni libri corali, giunte fino ai nostri giorni. Un suo Benedicamus si trova sul Manoscritto Pepys e fra le altre sue opere si ricorda una Stella coeli presente nel Manoscritto Ritson.